# Ciarán O’Lionáird
Ciarán O'Lionáird (ur. 11 kwietnia 1988 w Corku) – irlandzki lekkoatleta specjalizujący się w biegach średnich i długich.  
Brązowy medalista europejskiego festiwalu młodzieży z 2005. W tym samym roku zajął 10. miejsce w biegu na 1500 metrów podczas mistrzostw świata juniorów młodszych w Marrakeszu. W 2011 był dziesiąty na 1500 metrów w trakcie mistrzostw świata w Daegu. W 2012 bez powodzenia startował na halowych mistrzostwach świata oraz na igrzyskach olimpijskich. W 2013 zdobył brązowy medal w biegu na 3000 metrów podczas halowych mistrzostw Europy w Göteborgu.
Medalista mistrzostw Irlandii oraz reprezentant kraju w pucharze Europy i drużynowym czempionacie Europy.

## Osiągnięcia
| Rok  | Impreza                                   | Miejsce            | Konkurencja         | Pozycja     | Wynik    |
| ---- | ----------------------------------------- | ------------------ | ------------------- | ----------- | -------- |
| 2005 | Olimpijski festiwal młodzieży Europy      | Lignano Sabbiadoro | bieg na 1500 metrów | 3. miejsce  | 3:53,83  |
| 2005 | Mistrzostwa świata juniorów młodszych     | Marrakesz          | bieg na 1500 metrów | 10. miejsce | 3:59,00  |
| 2008 | II liga pucharu Europy                    | Tallinn            | bieg na 5000 metrów | 2. miejsce  | 14:24,35 |
| 2010 | Mistrzostwa Europy w biegach przełajowych | Albufeira          | bieg młodzieżowców  | 76. miejsce | 26:12    |
| 2011 | I liga drużynowych mistrzostw Europy      | Izmir              | bieg na 3000 metrów | 7. miejsce  | 8:13,41  |
| 2011 | Mistrzostwa świata                        | Daegu              | bieg na 1500 metrów | 10. miejsce | 3:37,81  |
| 2012 | Halowe mistrzostwa świata                 | Stambuł            | bieg na 1500 metrów | eliminacje  | 3:50,12  |
| 2012 | Igrzyska olimpijskie                      | Londyn             | bieg na 1500 metrów | eliminacje  | 3:48,35  |
| 2013 | Halowe mistrzostwa Europy                 | Göteborg           | bieg na 3000 metrów | 3. miejsce  | 7:50,40  |

## Rekordy życiowe
- Bieg na 1500 metrów (stadion) – 3:34,46 (2011)
- Bieg na 1500 metrów (hala) – 3:36,85+ (2013)
- Bieg na milę (stadion) – 3:57,02 (2012)
- Bieg na milę (hala) – 3:52,10 (2013)
- Bieg na 3000 metrów (stadion) – 7:50,71 (2011)
- Bieg na 3000 metrów (hala) – 7:50,40 (2013)
- Bieg na 5000 metrów – 13:33,64 (2011)